# Enrique Moreno González
Enrique Moreno González (Madrid, 1939) és un metge espanyol, una de les màximes autoritats en cirurgia i trasplantaments.

## Biografia
Nascut el 1939 a la ciutat de Madrid va estudiar medicina a la Universitat Complutense i s'especialitzà en cirurgia. És un dels pioners en el trasplantament hepàtic i en cirurgia de malalties complexes gastrointestinals, pancreàtiques i biliars.
Són transcendents les seves aportacions en el tractament de la hipertensió portal, els tumors malignes de la via biliar, i el fetge. Ha desenvolupat nous procediments quirúrgics, com la derivació mesentèrico-cava de la vena jugular interna o el tractament del càncer de cardio esofagogastrectomia ampliada.
Ha treballat intensament per a augmentar i millorar la taxa de donació d'òrgans a Espanya, i ha investigat sobre les tècniques que poden millorar l'efectivitat dels trasplantaments.
El 1999 fou guardonat amb el Premi Príncep d'Astúries d'Investigació Científica i Tècnica, juntament amb Ricardo Miledi. Actualment és el Cap del Servei de Cirurgia General i Trasplantaments Abdominals de l'Hospital 12 d'octubre de Madrid. Des del 1998 és acadèmic de número de la Reial Acadèmia Nacional de Medicina.